# Chiesa di Sant'Agnese (Venezia)
La chiesa di Sant'Agnese è un edificio religioso della città di Venezia situato nel sestiere di Dorsoduro.

## Storia
La chiesa si trova a pochissimi metri di distanza dalla chiesa dei Gesuati, in una zona che in passato ospitava diversi monasteri facenti capo a ordini diversi.
La fondazione avvenne a cavallo tra il X e l'XI secolo anche se i più antichi riferimenti in documenti ufficiali risalgono alla fine dell'XI secolo. Nei secoli successivi vi furono diversi interventi architettonici, soprattutto nei periodi del gotico e del barocco. La pianta di Jacopo de' Barbari del 1500 mostra inoltre la presenza di un portico gotico davanti alla facciata, ora scomparso.
Nel 1810 la chiesa venne chiusa al culto in conseguenza dei decreti napoleonici e gran parte delle decorazioni interne andarono disperse. La chiesa tornò ad essere usata per il culto a metà del XIX secolo dopo un intervento di ripristino che lasciò poco delle strutture originarie. Fu in quell'occasione che la chiesa assunse il ruolo di oratorio dell'Istituto Cavanis, ruolo che tuttora conserva.
L'ultimo intervento del 1939 fu di fatto una ricostruzione che eliminò gli ultimi residui dell'antica fabbrica, lasciando l'interno quasi del tutto spoglio.
La chiesa attualmente è direttamente collegata all'adiacente convento dei Padri Cavanis e all'annesso istituto scolastico, di cui costituisce la cappella privata, anche se le funzioni domenicali sono aperte al pubblico. La chiesa conserva le spoglie dei venerabili Marco e Antonio Cavanis, fondatori della congregazione.

## Descrizione

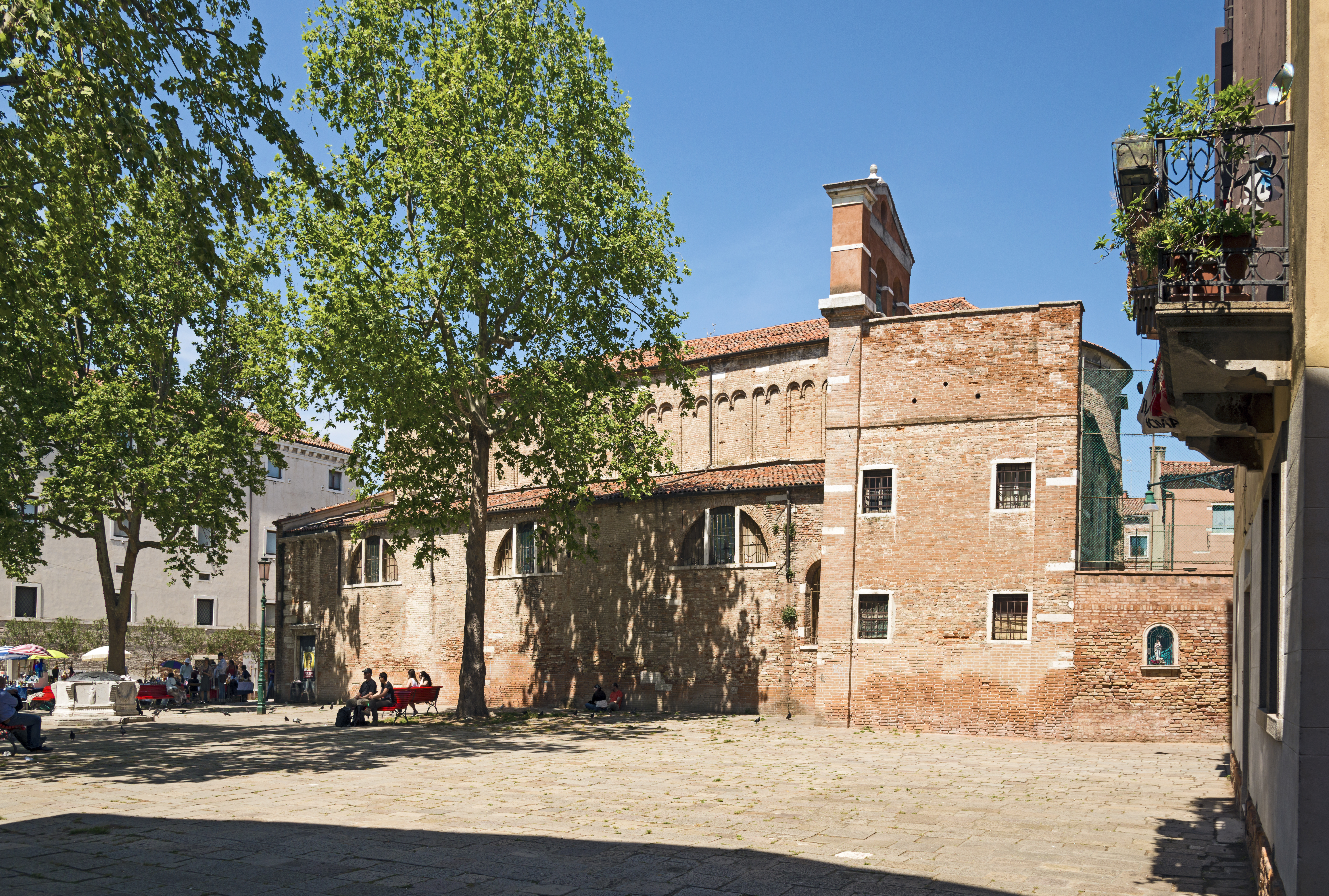
La chiesa vista da campo Sant'Agnese

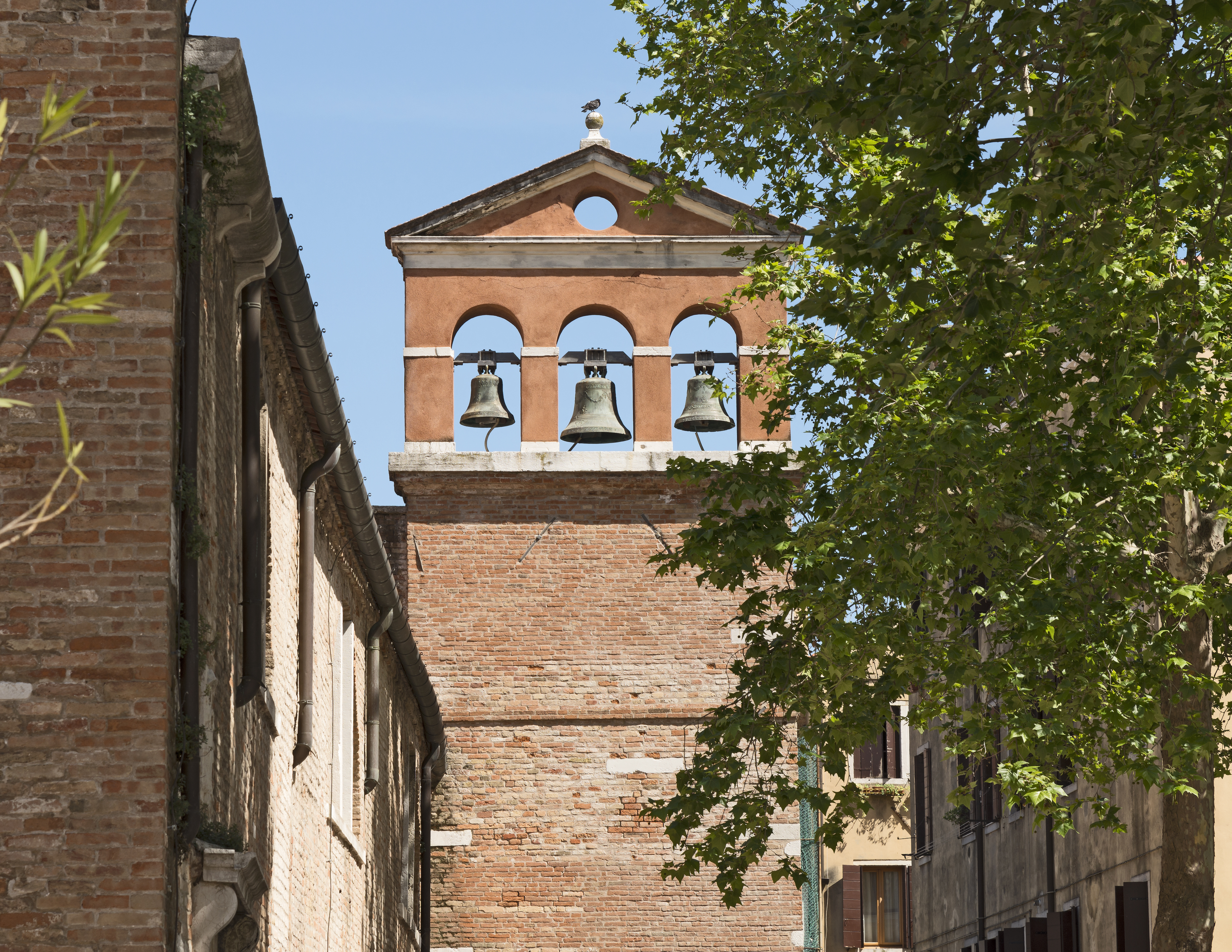
Campanile a vela

L'interno della chiesa, pur mantenendo l'originaria struttura romanica a tre navate, è stato completamente ristrutturato all'inizio del XX secolo.
La chiesa si presenta spoglia ed essenziale, senza intonaci interni, con i mattoni in cotto e le travature in legno a vista e senza opere di particolare rilievo. È arricchita solo da un mosaico moderno in tessere di vetro sulla parete interna dell'abside ispirato ai mosaici tipici delle chiese bizantine e romaniche. Dietro l'altare L'ultima cena, opera murale del pittore veneziano Ernani Costantini, realizzata con la tecnica dell'affresco nel 1968.
L'antico campanile, isolato dal corpo della chiesa e sormontato da una cuspide conica, fu demolito nei secoli passati e venne sostituito da un campanile a vela.